# TAKRAF F60
F60 — серийное обозначение пяти конвейерных мостов для вскрышных пород, используемых при открытой добыче бурого угля на Лужицких угольных месторождениях в Германии. Они были построены бывшим народным предприятием TAKRAF в Лауххаммере и являются крупнейшими передвижными промышленными машинами в мире. В качестве конвейерных мостов они транспортируют породу, лежащую над угольным пластом. Толщина снимаемого слоя составляет 60 м, отсюда и название F60. В целом F60 имеет высоту до 80 м и ширину до 240 м. Его длина составляет 502 м и его часто описывают как лежащую Эйфелеву башню. Это не только самое длинное транспортное средство из когда-либо созданных, но и самое большое транспортное средство по физическим размерам, когда-либо созданным человечеством. В рабочем состоянии F60 весит 13 600 тонн, что делает его также одним из самых тяжёлых наземных транспортных средств, когда-либо созданных, уступая только Bagger 293, который является гигантским роторным экскаватором. Первый конвейерный мост строился с 1969 по 1972 год. В 1977 году он был оборудован подающим мостом. Второй конвейерный мост был построен с 1972 по 1974 год, во время строительства был оборудован подающим мостом. Третий конвейерный мост строился с 1976 по 1978 год, в 1985 году был оборудован подающий мост. Четвёртый и пятый конвейерные мосты были построены в 1986—1988 и 1988—1991 годах соответственно.
Сегодня на лужицких угольных месторождениях все ещё работают четыре F60: на карьерах бурого угля в Йеншвальде (Бранденбург, недалеко от электростанции Йеншвальде), Вельцов-Зюд (Бранденбург, недалеко от электростанции Шварце-Пумпе), Нохтене и Райхвальде (Саксония, оба недалеко от тепловой электростанции Боксберг). Пятый F60, последний из построенных, находится в Лихтерфельд-Шаксдорфе и доступен для посетителей.
У F60 есть две тележки, одна на стороне разгрузки (передняя) и одна на стороне выемки (сзади), каждая из которых движется по двум рельсам (колея 1435 мм). Помимо двух рельсов со стороны выемки грунта, есть ещё два рельса для трансформаторной и канатной дороги. Всего на тележках 760 колёс, из которых 380 приводные. Максимальная скорость F60 составляет 13 м/мин (0,78 км/ч), а рабочая скорость — 9 м/мин (0,54 км/ч).
F60, включая два экскаватора, требует мощности 27 000 кВт (36 000 л. с.). Мосту требуется 1,2 кВтч (4,3 МДж) электроэнергии для транспортировки одного кубометра грунта от поперечных конвейеров до отвала на высоте 75 м.

## F-60 из Лихтерфельд-Шаксдорфа
51°35′10″ с. ш. 13°46′38″ в. д.
Конвейерный мост Лихтерфельд-Шаксдорф, который сейчас не работает, использовался с 1991 по 1992 год в шахте по добыче бурого угля на месторождении Клеттвиц-Норд около Клеттвица. Сегодня он открыт для посетителей как экспонат Международной горной выставки «Fürst-Pückler-Land» и является одним из этапов Европейского маршрута промышленного наследия.
Этот F60 — последний из пяти F60. Монтаж проводился в период с 1988 по 1991 год на карьере Клеттвиц-Норд. F60 начал работу в марте 1991 года. С момента ввода в эксплуатацию и закрытия в июне 1992 года он переместил около 27 тысяч км³ вскрышных пород. После воссоединения Германии рудник перешёл введение общества «Lausitzer und Mitteldeutsche Bergbau-Verwaltung», которое закрыло рудник по приказу федерального правительства Германии и реорганизовало его для большей экологичности и экономичности.
В период с 2000 по 2010 год Международная ассоциация «Bauausstellung Fürst-Pückler-Land» преследовала цель придать региону новый импульс, и бывший карьер Клеттвиц-Норд был интегрирован в эту концепцию. Шахта была преобразована в «шахту для посетителей», а конвейерный мост стал доступен для посещений в 1998 году. Различные звуковые и световые инсталляции помогают сделать объект привлекательным для посетителей.